# 墨西哥 (緬因州)
墨西哥（英語：Mexico）是一個位於美國緬因州牛津縣的鎮。

## 人口
根據2020年美國人口普查的數據，墨西哥的面積為61.05平方千米，當中陸地面積為60.45平方千米，而水域面積為0.60平方千米。當地共有人口2756人，而人口密度為每平方千米45人。